# 阳方口镇
阳方口镇，是中华人民共和国山西省忻州市宁武县下辖的一个乡镇级行政单位。

## 行政区划
阳方口镇下辖以下地区：
三岔村、半山村、大洼村、前石湖村、火烧沟村、西梁村、阳方村、黄草粱村、大水口村、庄子上村、南庄村、北辛窑村、达达庄村、郭家窑村、河西村、袁家窑村、暖水湾村、冀家庄村、石嘴村、东麻峪寨村、西麻峪寨村、石湖河村、大村、三府窑村、冯家山村、寺儿岩村、阳方口村和贾家堡村。